# Echo Lake Park
Echo Lake Park är en park i Kanada.   Den ligger i provinsen British Columbia, i den södra delen av landet, 3 200 km väster om huvudstaden Ottawa. Echo Lake Park ligger 932 meter över havet. Den ligger vid sjön Echo Lake.
Terrängen runt Echo Lake Park är huvudsakligen kuperad, men norrut är den bergig. Runt Echo Lake Park är det mycket glesbefolkat, med 2 invånare per kvadratkilometer.. Närmaste större samhälle är Lumby, 19,7 km väster om Echo Lake Park.
I omgivningarna runt Echo Lake Park växer i huvudsak barrskog.